# Oberahnesche Felder
Die Oberahneschen Felder (auch: Oberahnische Felder, Oberahnsche Felder) sind eine Gruppe untergegangener Marscheninseln im nordöstlichen Jadebusen südlich von Eckwarden. Sie sind nach dem Flussarm Ahne des ehemaligen Weserdeltas benannt; heute wird ein Priel des Jadebusens als Ahne bezeichnet.
Ihr Name bedeutet „unbedeichte Flächen jenseits der Ahne“, ist also von Butjadingen aus betrachtet.

## Zugehörigkeit
Der GeobasisdatenViewer Niedersachsen des LGLN (Stand 30. September 2022) gibt keinen Hinweis auf eine Gemeindezugehörigkeit der Oberahneschen Felder. Dagegen zeigen die Shapefiles des LGLN mit Fluren, Gemarkungen und Gemeinden vom 25. März 2022 dieses Gebiet als Flur 012 der Gemarkung Eckwarden, Gemeinde Butjadingen, Landkreis Wesermarsch, mit einer Fläche von 4,12 Hektar für drei Gebietsteile. Ein ähnlicher kartographischer Hinweis findet sich bei Geolytics.

## Entwicklung
Zu Inseln wurden die Oberahneschen Felder mit der Zweiten Marcellusflut (Erste Grote Mandränke) von 1362 durch Abtrennung vom Festland.
Ein Oberahnesches Kirchspiel ist 1613 nachgewiesen. Auf einer Karte aus dem Jahr 1645 sind neun Inseln verzeichnet, von denen vier bewohnt waren. Die Namen der einzelnen Felder waren: Oberahnisches oder Saphauser Feld, Holtwarder Feld, Schoeffe Hörn, Über Saphuser Heite, Zwische Heiten, Das Große Feld, Sibsen Warff (Siebsen Warf), Dickgraffe (Deichgräfe), Wehl Ort.
Auf dem Holtwarder Feld befand sich das Wurtdorf Holtwarden, das spätestens in der Burchardiflut (Zweite Grote Mandränke) von 1634 zerstört wurde, während die Insel noch etwas länger bestand.
Während der Oldenburgischen Franzosenzeit wurde eine große Batterie auf den Oberahnschen Feldern errichtet. Im Jahr 1850 existierten nur noch das Große Feld und das Kleine Feld, letzterer war ein ehemaliger, Anfang des 19. Jahrhunderts abgetrennter Bestandteil des Großen Feldes. Im Jahr 1883 wurde der Jadebusen inklusive der oberahneschen Felder dem Reichskriegshafen Wilhelmshaven zugeschlagen. Laut Reichskriegshafengesetz durften „ohne die Genehmigung des Marinestationschefs“ keine Eindeichungen oder Aufschüttungen vorgenommen werden, „welche die Sand- oder Schlickablagerung oder die Verlandung befördern“. Damit durften auch keine Maßnahmen zum Schutz der Inseln im Jadebusen getroffen werden, da mit der Wattfläche auch die Tidenströme möglichst groß gehalten werden sollten. Im Gesetz wurde auch festgelegt, dass „der im Jadebusen belegene Durchschlag nach den Oberahnschen Feldern [...] auf Kosten des Reichs beseitigt“ wird. Das Kleine Feld ging 1890 unter, das Große Feld wurde noch bis 1936 als Schafweide genutzt.
Spätestens seit 1948 sind die Oberahneschen Felder völlig verschwunden. Es finden sich aber Nachweise mittelalterlicher Nutzung (Bodenritzungen u. a.) am Meeresboden. Dem Heimatforscher Heinrich Schütte (1863–1939) diente dies als Beleg seiner Theorie zur Küstensenkung an der Nordsee, die heute allerdings als überholt gilt.

## Karten

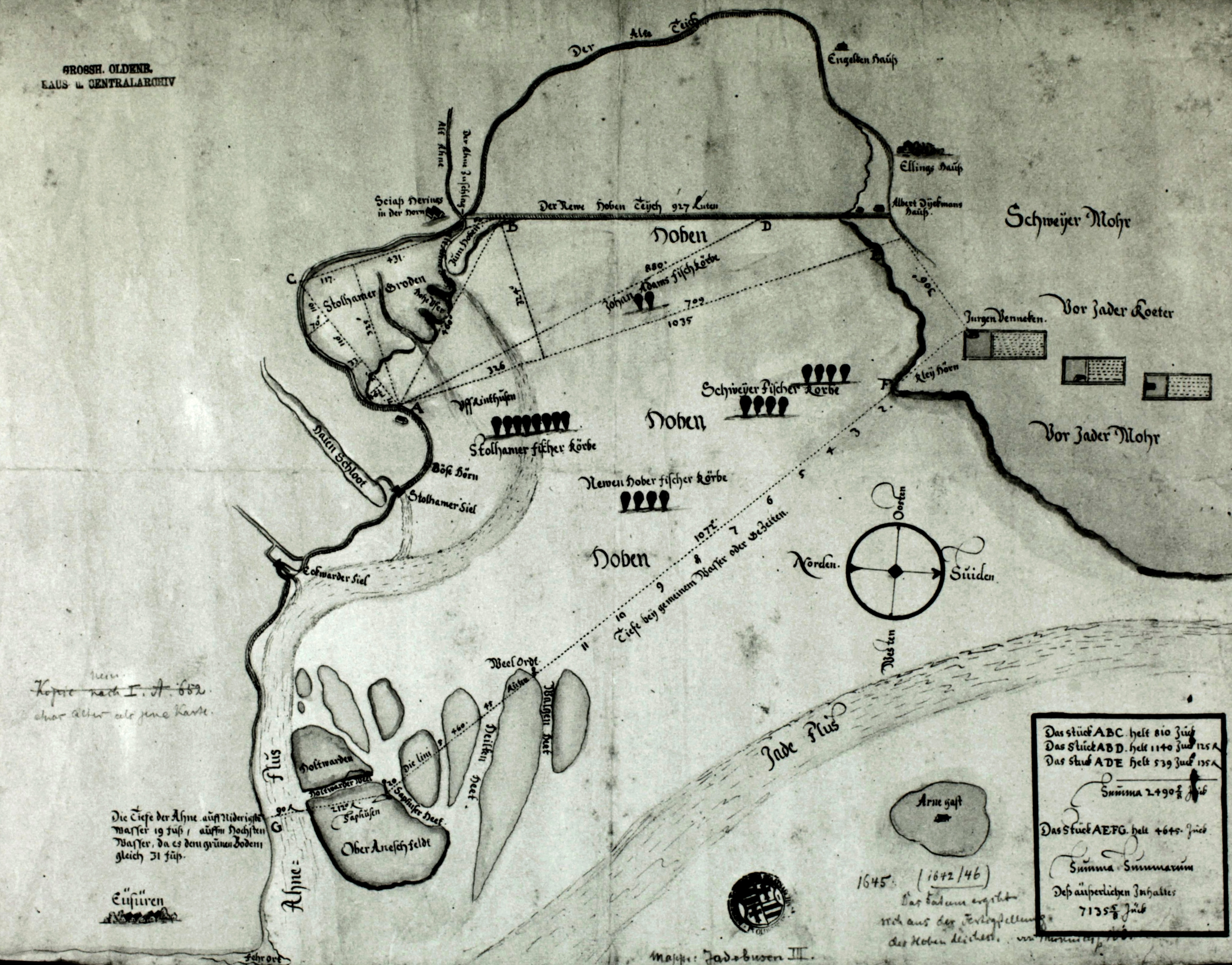
Oberahnesche Felder und der gerade abgedeichte Hoben (Lockfleth) 1645, Tidenhub 12 Fuß
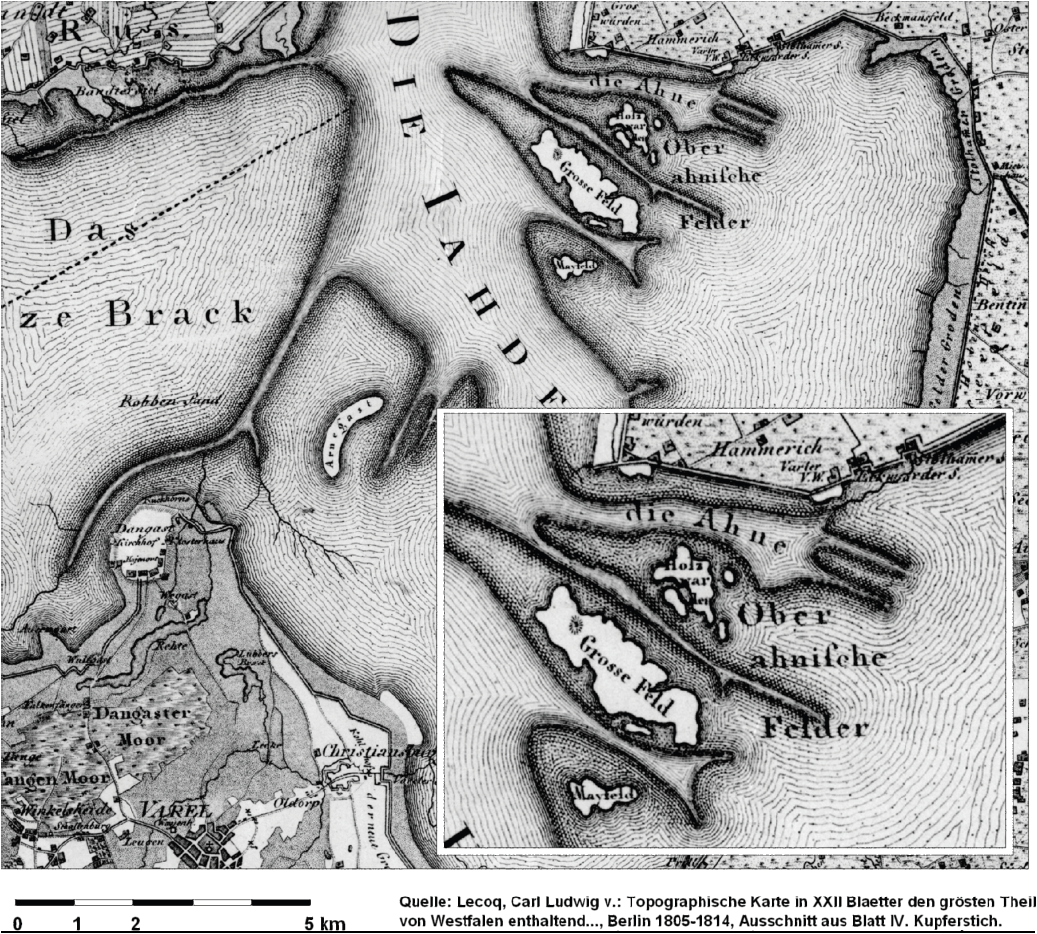
Der Jadebusen im frühen 19. Jahrhundert mit den Oberahneschen Feldern.
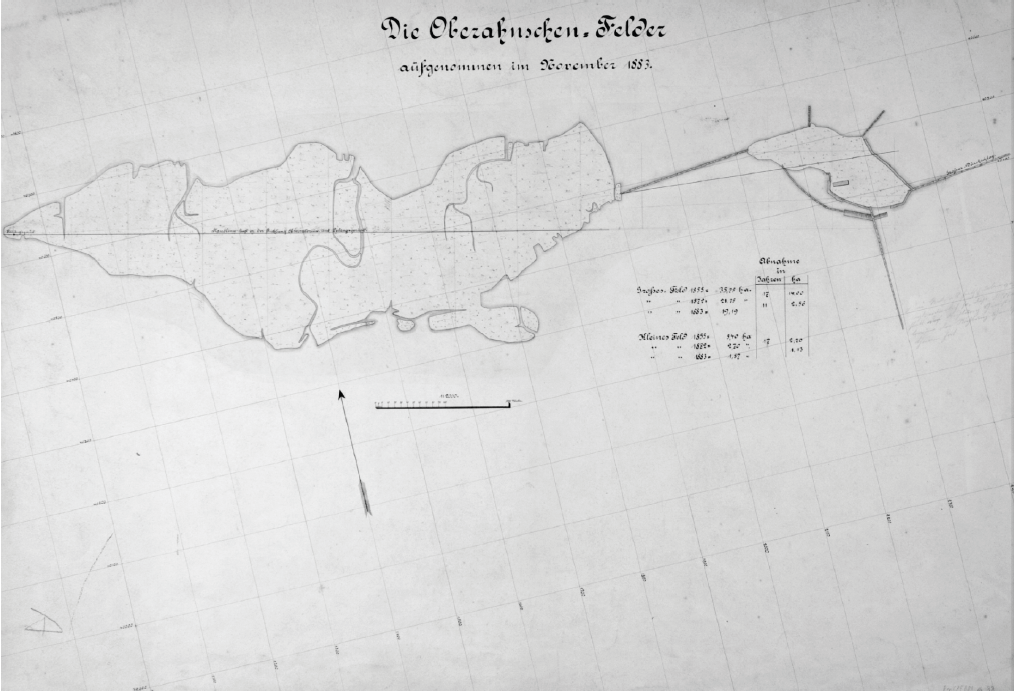
Detailkarte der Oberahneschen Felder von 1883 (Großes Feld und Kleines Feld)-
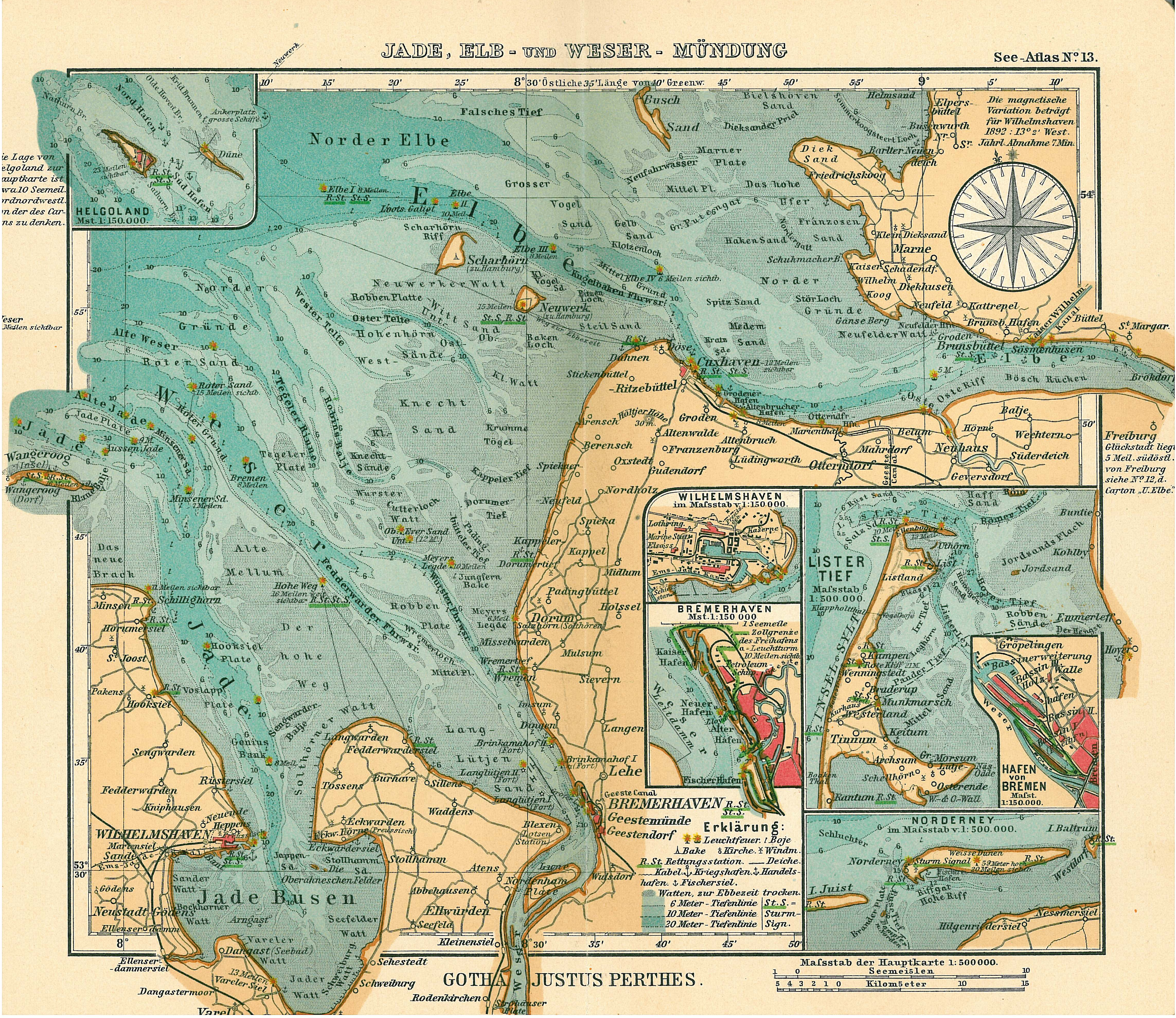
Auf der Karte von 1906 sind Die Oberahneschen Felder noch verzeichnet.
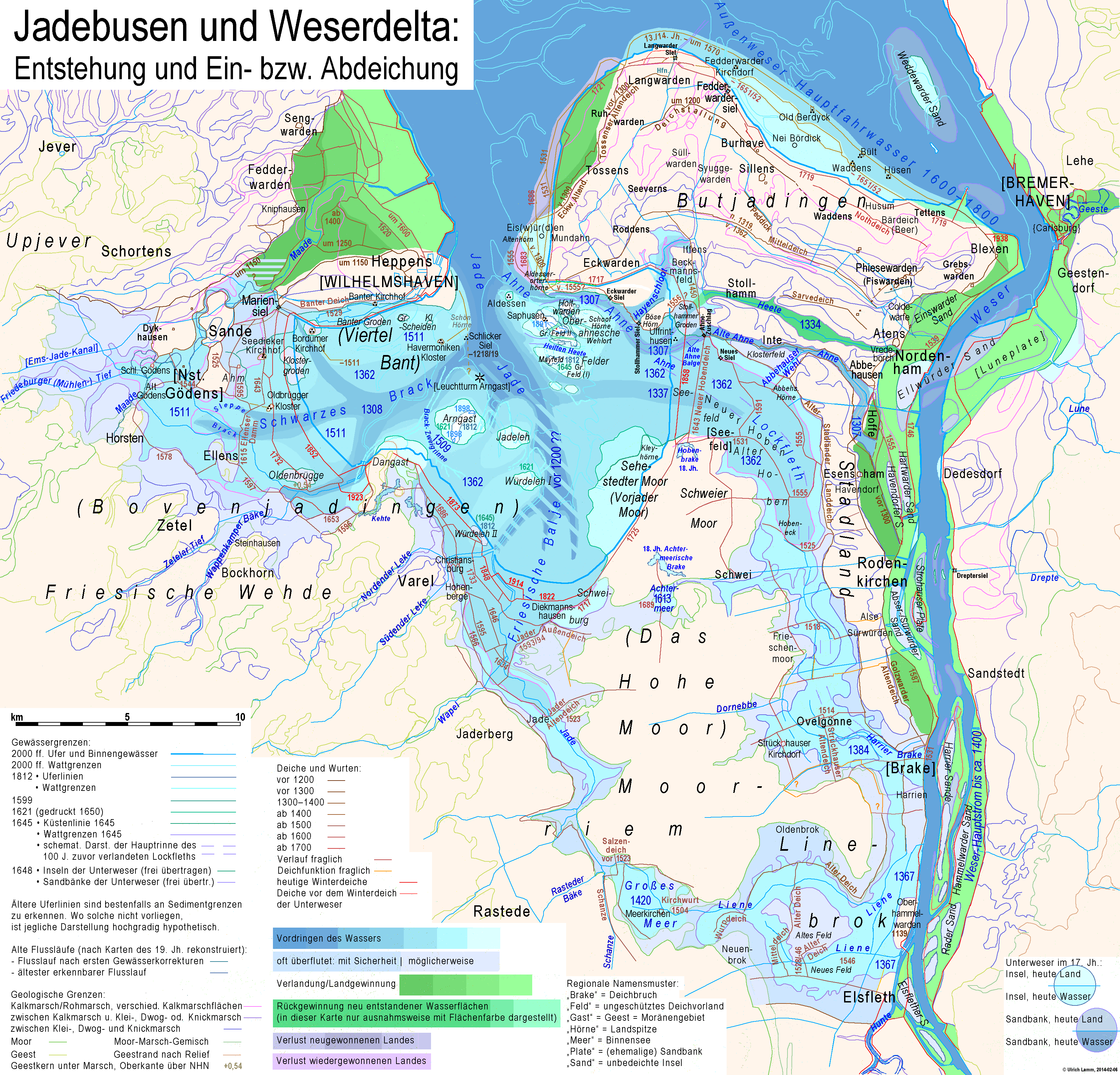
Jadebusen mit ehemaligen Inseln